# Hôtel Beurnier-Rossel
L'hôtel Beurnier-Rossel est un hôtel particulier du XVIIIe siècle de Montbéliard dans le Doubs en Franche-Comté. Depuis 1995 il héberge le « Musée Beurnier-Rossel d'art, d'histoire et des traditions de la principauté de Montbéliard du XVIIIe au XIXe siècle », labellisé Musée de France.

## Historique

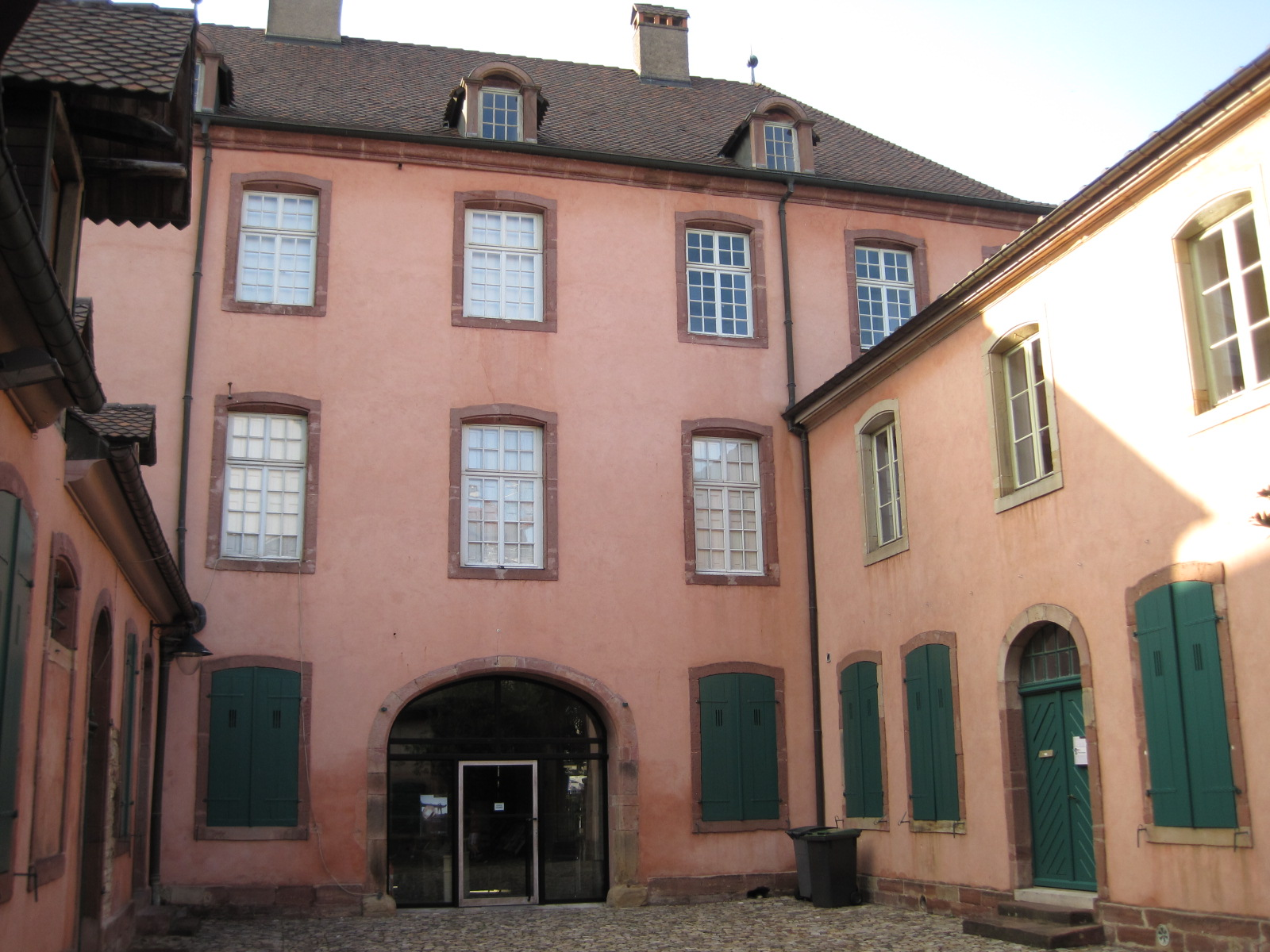
Cour intérieure.

En 1774 Georges-David Rossel et Anne-Madeleine Beurnier (un couple de protestants bourgeois proches de la cour des Wurtemberg de la principauté de Montbéliard) font construire cet hôtel particulier par l'architecte Philippe de la Guépière, 8 place Saint-Martin, face au Temple Saint-Martin de Montbéliard, proche de l'hôtel de ville de Montbéliard, voisin de l'hôtel Bernard Fallot.
En 1917 l'hôtel particulier avec meubles et œuvres d'art est légué à la ville de Montbéliard par le dernier descendant direct de la famille Beurnier pour en faire un musée. En 1843, le musée du Château des ducs de Wurtemberg y est créé et hébergé jusqu'en 1937 où ce dernier est transféré au château de Montbéliard (XIIIe siècle).
La façade donnant sur la place et le grand salon décoré du premier étage sont classés au titre des monuments historiques depuis le 11 décembre 1987.
La toiture sur la place, les façades et toitures côté cour et des ailes, plusieurs pièces du rez-de-chaussée ainsi que l'escalier et sa rampe font l’objet d’une inscription au titre des monuments historiques depuis le 11 décembre 1987.
Depuis 1995, l'hôtel particulier héberge le « Musée Beurnier-Rossel d'art, d'histoire et des traditions de la principauté de Montbéliard du XVIIIe au XIXe siècle ».

## Musée d'art et d'histoire de Montbéliard

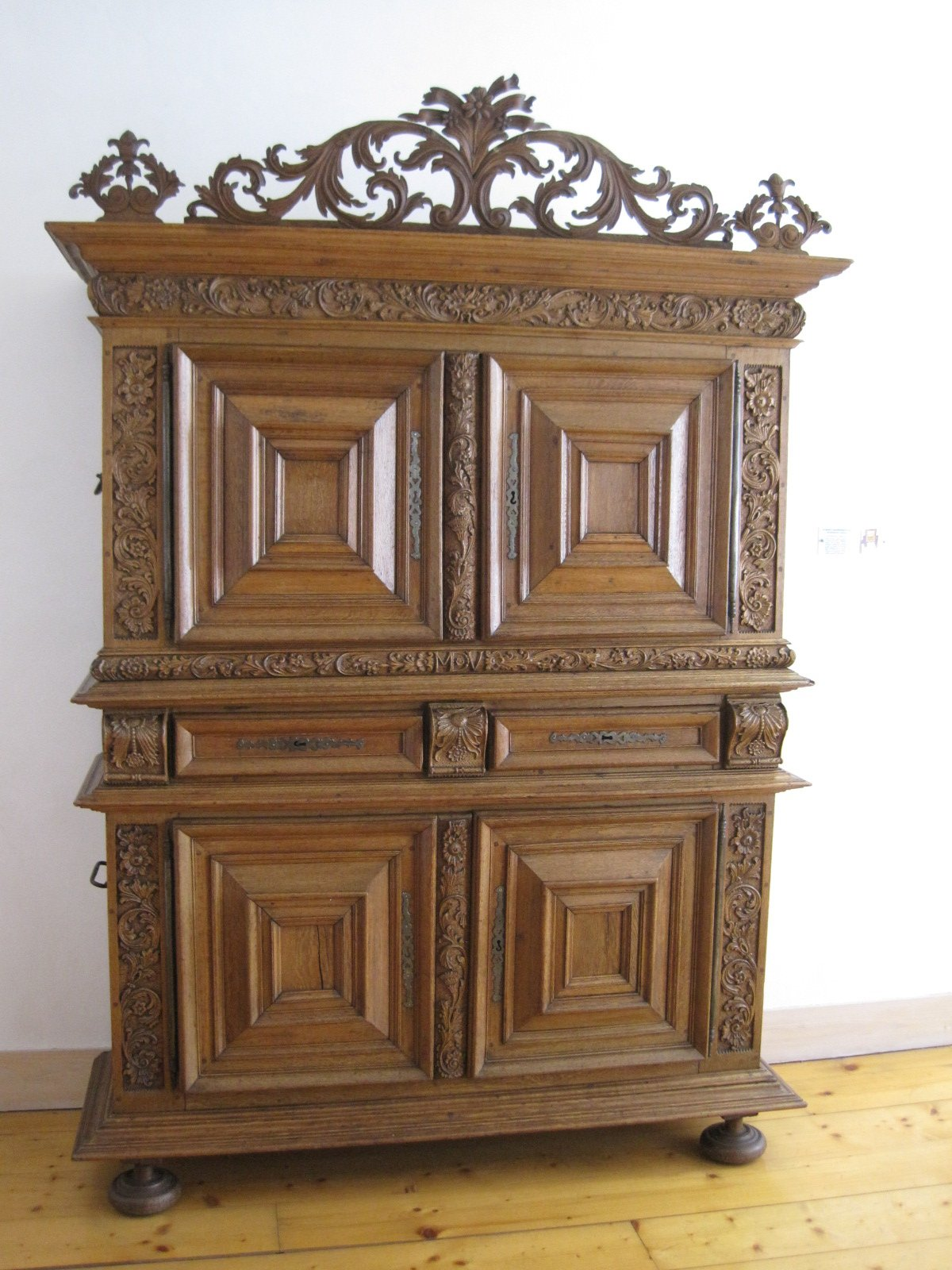
Mobilier du musée.

Transformé en musée Beurnier-Rossel, l’hôtel particulier abrite sur trois étages toute une collection de meubles, d'objets et de gravures représentant l'histoire populaire et religieuse protestante du comté de Montbéliard / principauté de Montbéliard. 
Allant des plus beaux meubles marquetés signés Couleru aux meubles propres au style Montbéliard, en passant par les objets de la liturgie ou de la vie populaire (costumes, images, jouets…). Une suite de salons reflète la vie chez des bourgeois du XVIIIe siècle (portraits de famille, mobilier). 
Il renferme également un poêle de chauffage en céramique qui fait l’objet d’un classement au titre objet des monuments historiques depuis le 15 février 1988.

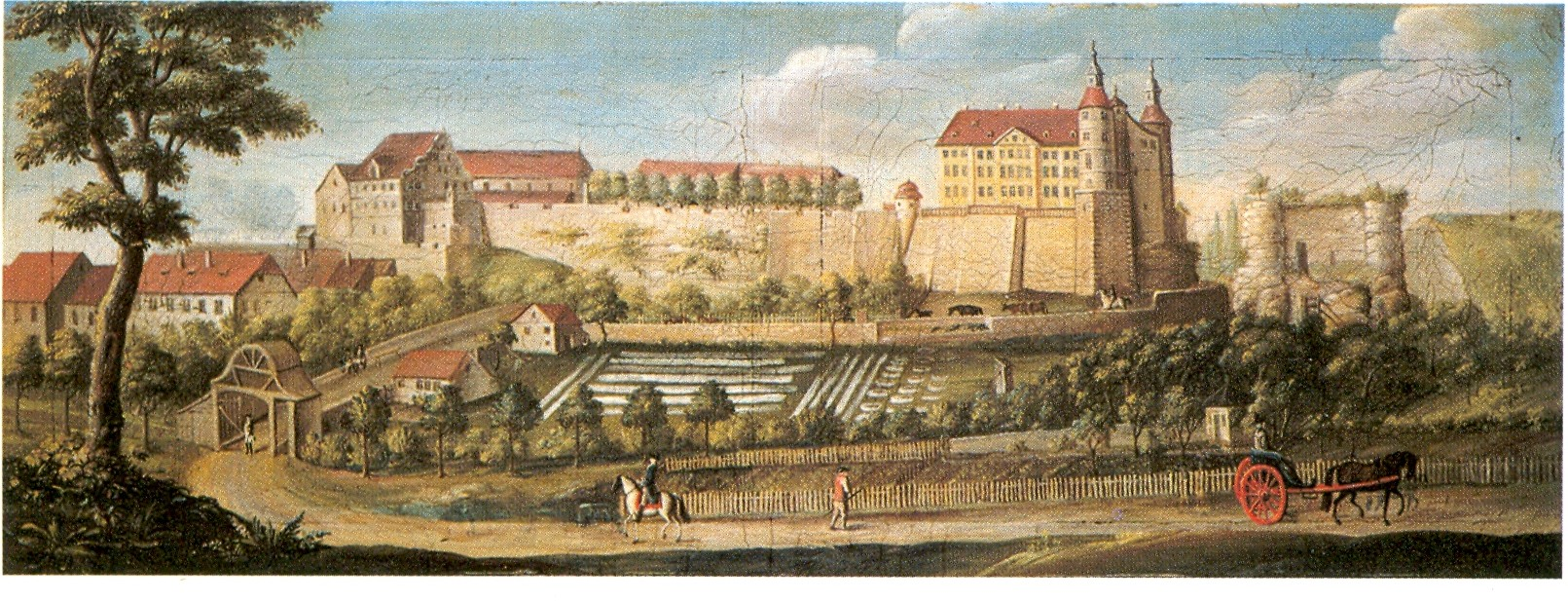
Château de Montbéliard des comtes de Montbéliard puis ducs de Wurtemberg du comté de Montbéliard puis principauté de Montbéliard au XVIIIe siècle (Musée Beurnier).

Le musée dispose d'une importante collection de boites à musique produites dans la commune voisine de Sainte-Suzanne de 1839 à 1996, dans ce qui était au XIXe siècle la principale manufacture de boîtes à musique en France, la manufacture L'Épée.
Il accueille occasionnellement des expositions temporaires comme l'exposition Bonjour Monsieur Ingres du peintre péruvien Herman Braun-Vega à l'occasion de l'année Ingres en 2006.

## Anecdotes
L'hôtel Beurnier-Rossel eut un hôte prestigieux en la personne du Tsar Alexandre Ier de Russie, venu à Montbéliard en janvier 1814 pour visiter le pays où sa mère, Maria-Fedorovna (Sophie-Dorothée de Wurtemberg), passa sa jeunesse.

## Galerie

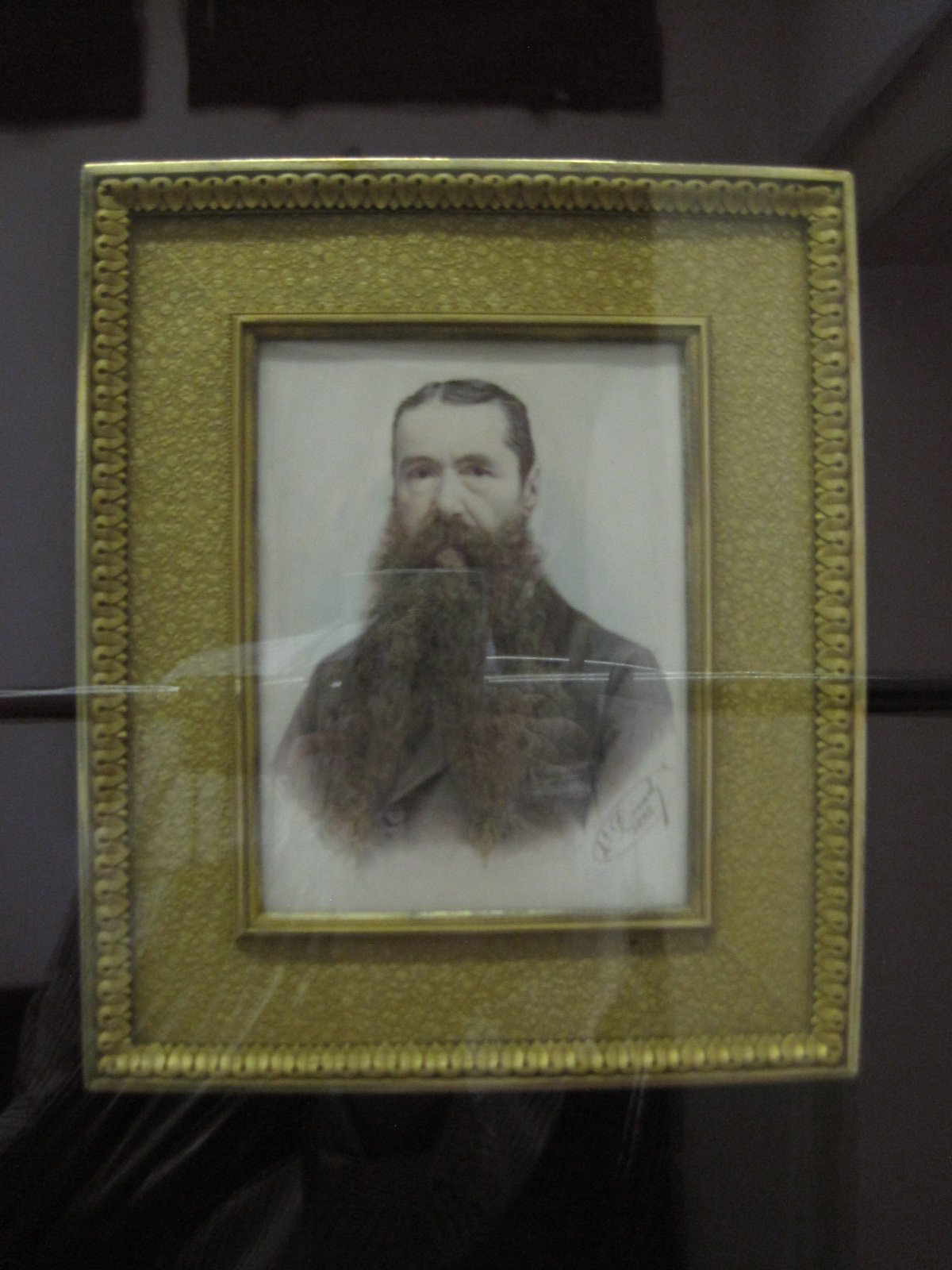
Georges-David Rossel.
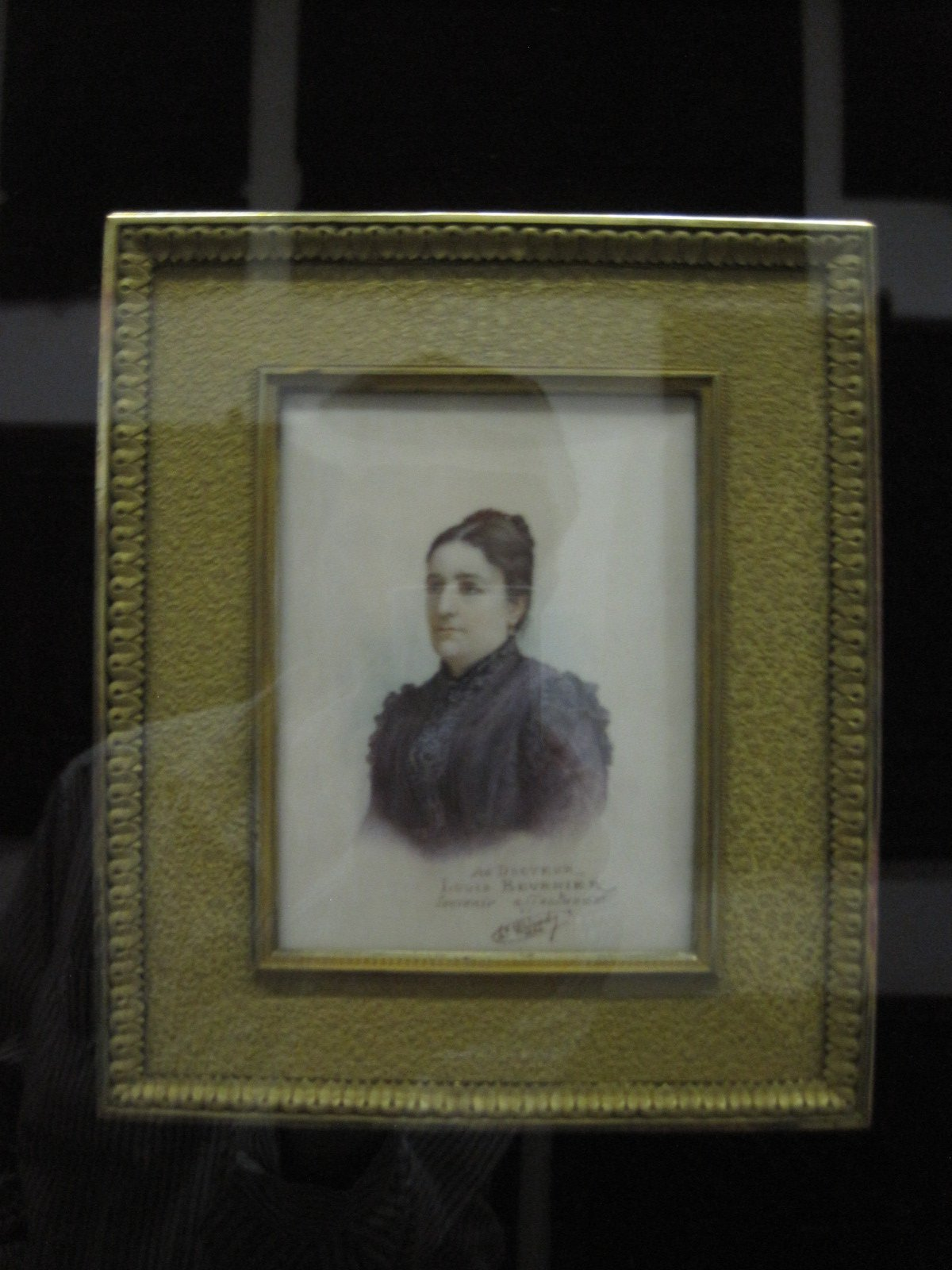
Anne-Madeleine Beurnier.
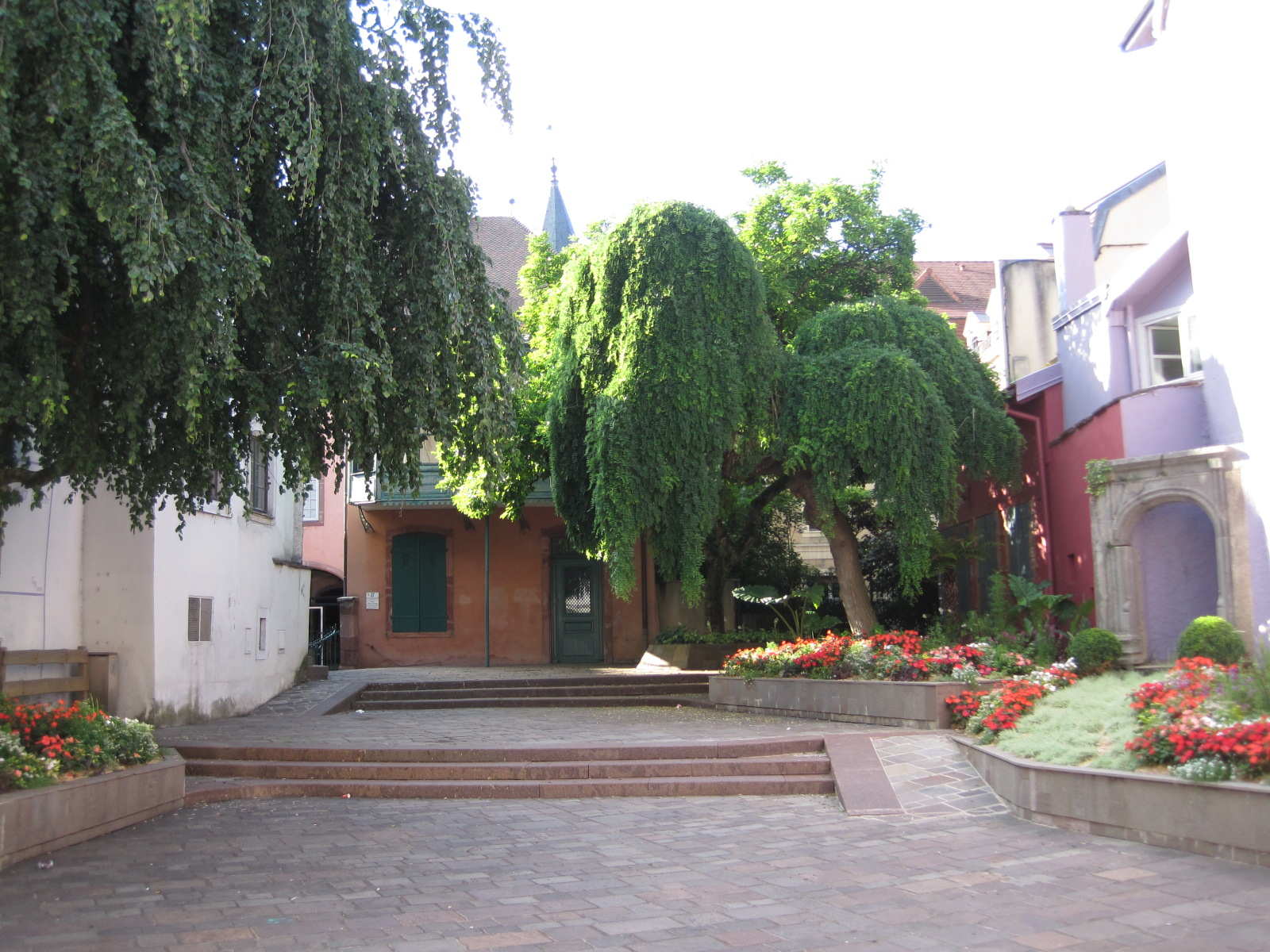
Parvis des droits de l'homme.
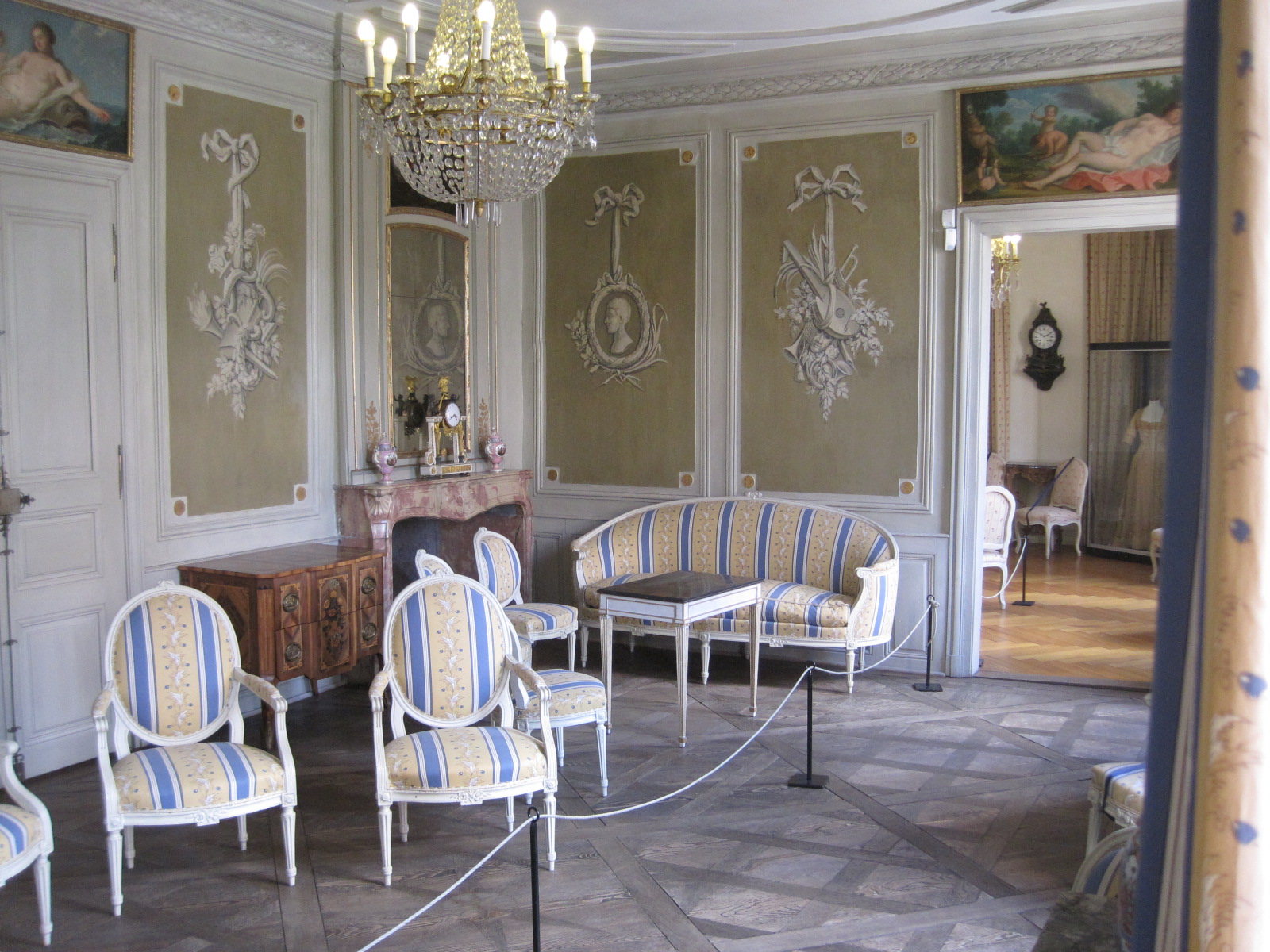
Le grand salon (1772),classé Monument historique.
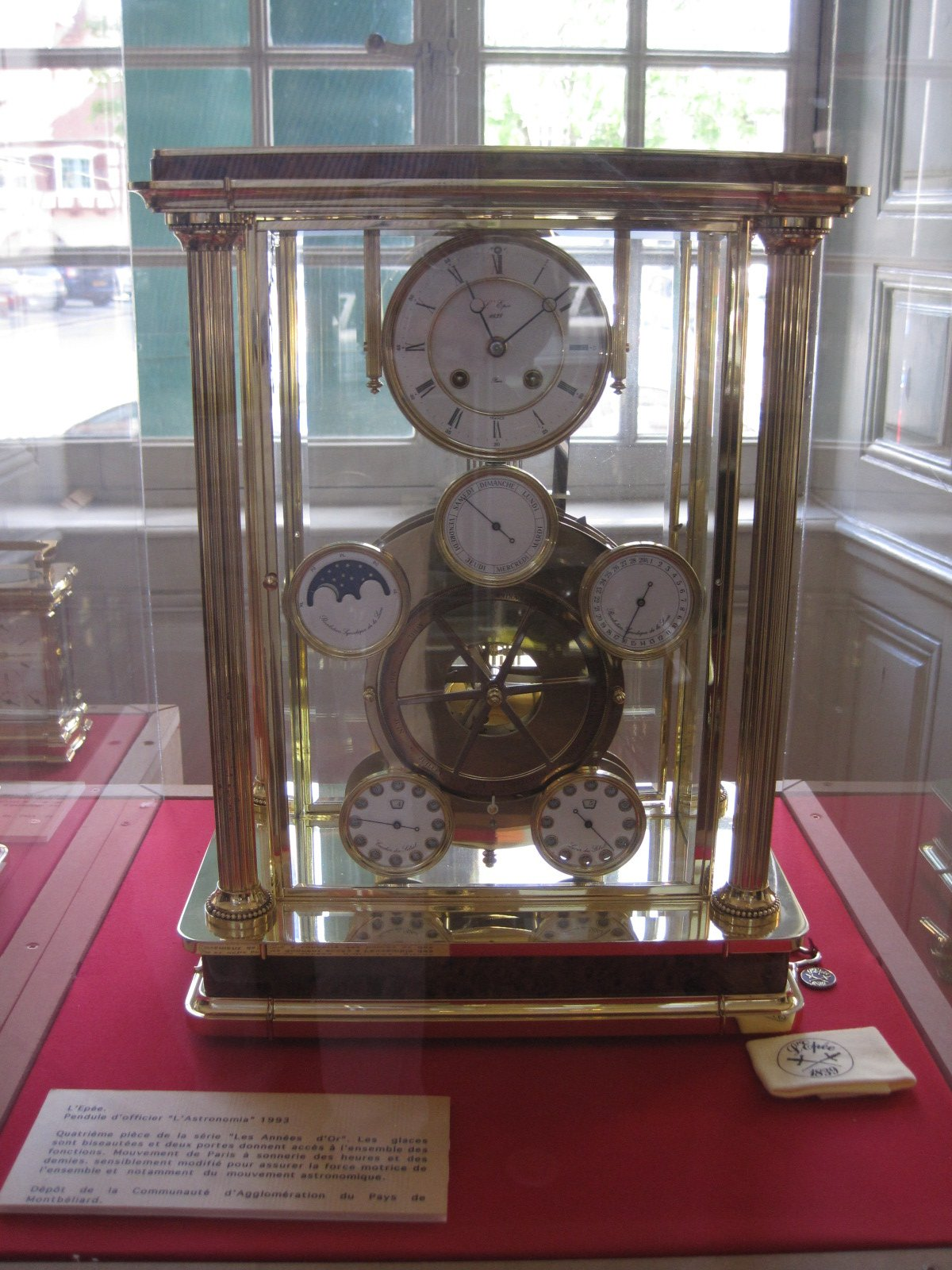
Pendule d'officier astronomique L'Épée.
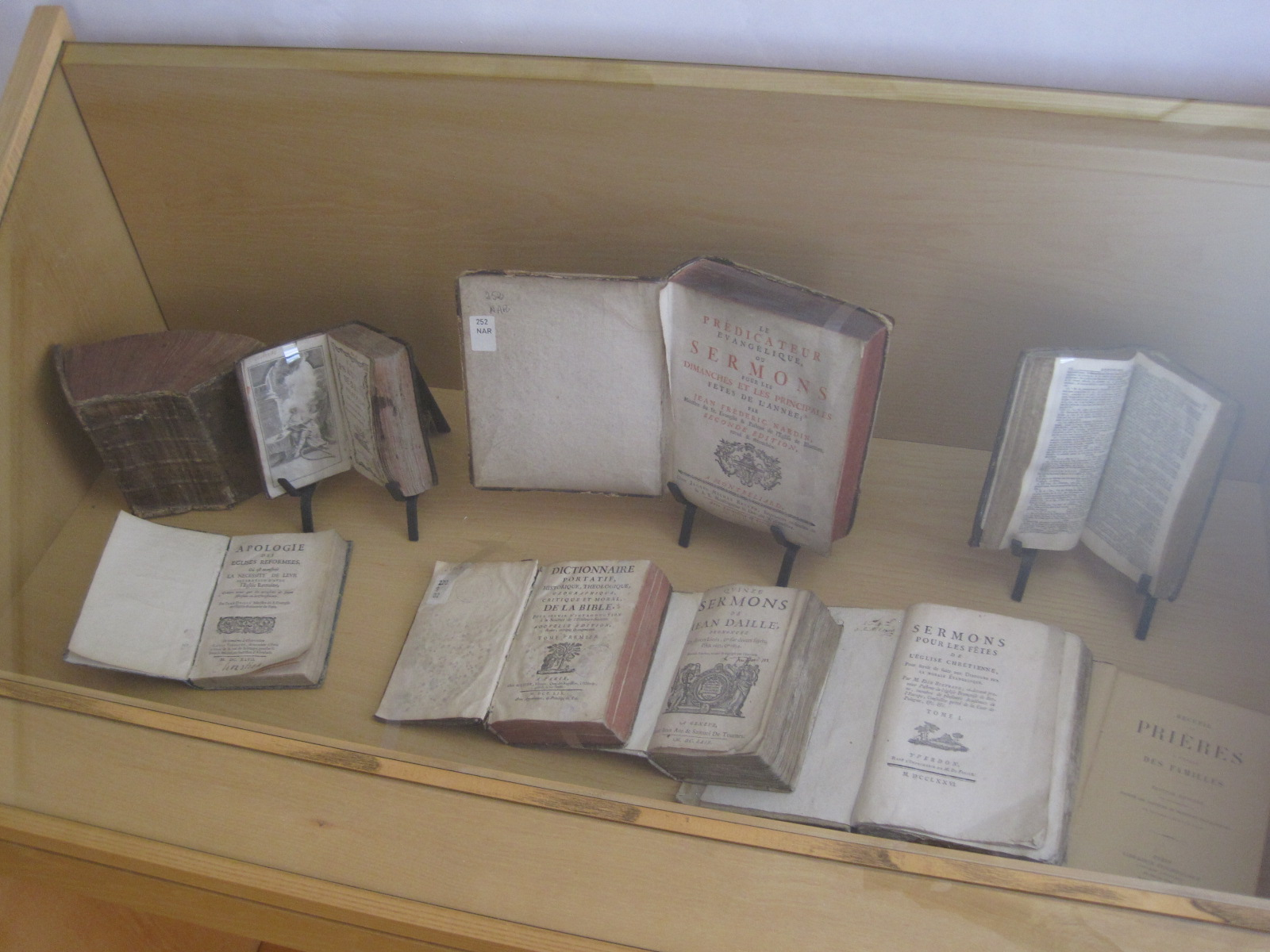
Bibles de l’Église protestante.